# Santa Elena de Uairén
Santa Elena de Uairén er en lille by i det sydlige Venezuela, staten Bolívar, ca. 15 km fra grænsen til Brasilien. Byen er hovedstad i kommunen Gran Sabana. Byens indbyggertal var i 2006 ca. 30.000.
Santa Elena er udgangspunktet for mange rejsende, der udforsker Canaima Nationalpark med blandt andet Roraima og Salto del Angel.
Grundet byens beliggenhed tæt på Brasilien sker der stor udveksling af varer, og byens ugentlige fredagsmarked er blandt andet med frugt, grønt og andre varer fra Brasilien.
I de omkringliggende områder findes der små samfund af indianske folk, der stadig stort set kun taler deres indianske sprog, Pemón. Et af disse områder, Manakrü, er endda en del af byen.